# Адельфий (епископ Пуатье)

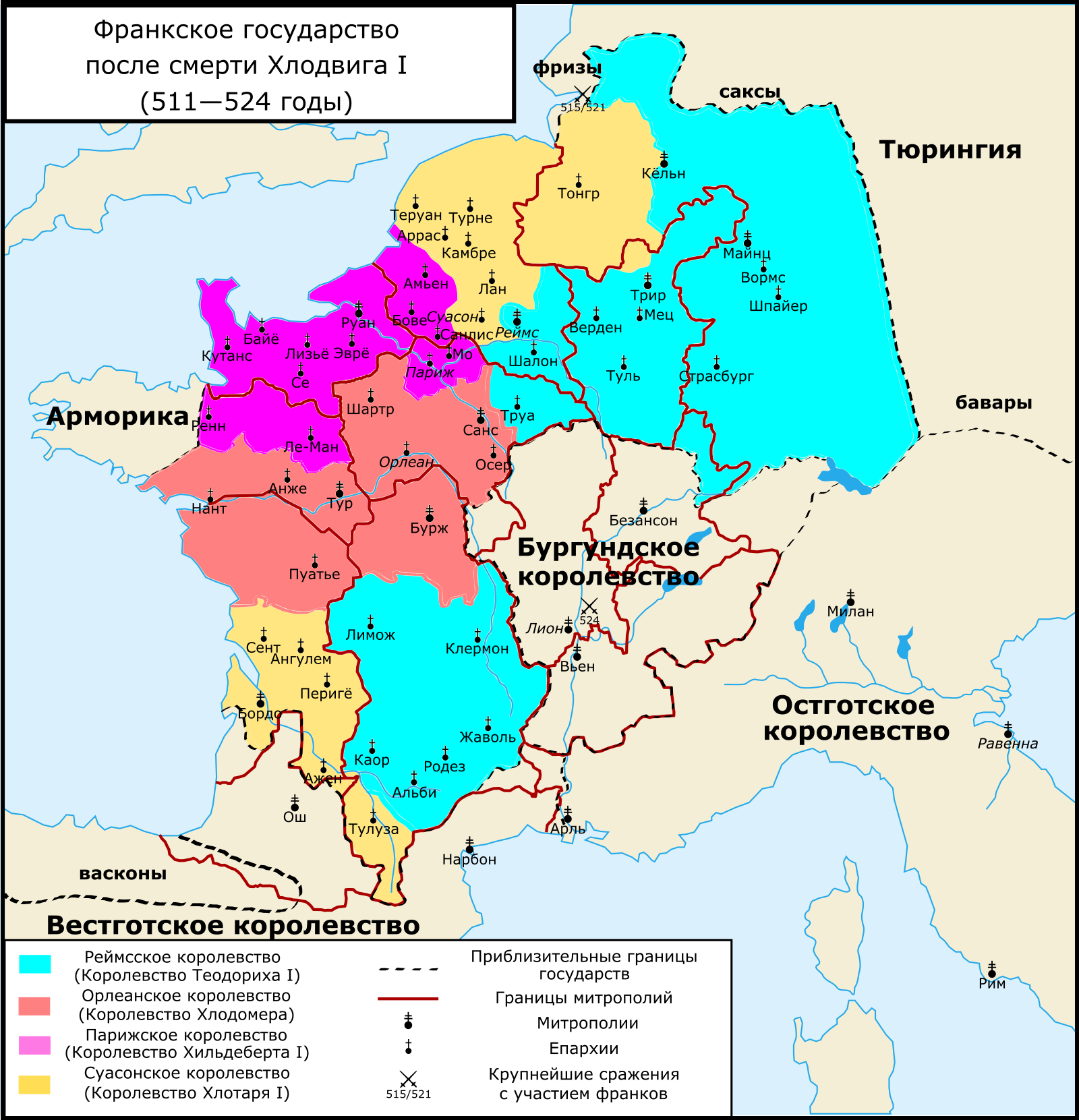
Франкское государство после смерти Хлодвига I (511—524 годы)

Адельфий (Адельф; лат. Adelfius, фр. Adelphe; умер не ранее 533) — епископ Пуатье в первой трети VI века; первый после святого Илария Пиктавийского глава местной епархии, упоминавшийся в современных ему исторических источниках.

## Биография
О происхождении и ранних годах жизни Адельфия сведений не сохранилось. Первые свидетельства о нём относятся ко времени, когда он уже был епископом в городе Пуатье. В списках местных епископов, наиболее ранний из которых составлен в XII веке, Адельфий назван преемником Антония. Ни об одном из предшественников Адельфия на епископской кафедре с умершего в 367 году святого Илария не известно ничего, кроме их имён.
При каких обстоятельствах Адельфий стал главой епархии Пуатье, точно не установлено. По одним данным, Адельфий мог получить епископский сан после победы франков Хлодвига I над вестготами Алариха II в битве при Вуйе во время войны 507—509 годов и присоединения Пуатье к Франкскому государству. Подтверждением этого мнения является отсутствие епископа Пуатье среди участников Агдского собора 506 года. На этом основании получение Адельфием сана епископа в Пуатье датируется 507 годом. По другим данным, Адельфий стал епископом ещё при вестготах, а после завоевания Пуатье королём Хлодвигом I был среди тех церковных деятелей, которые активно способствовали установлению власти франков на землях к югу от реки Луары.
После победы в битве при Вуйе король Хлодвиг I сделал богатое пожертвование находившемуся недалеко от места сражения аббатству Святого Илария. На эти средства аббат Фридолин и епископ Адельфий перестроили главную церковь монастыря. Согласно житию святого Фридолина, 26 июня 508 года аббат и епископ обрели мощи Илария Пиктавийского, а 1 ноября перенесли их в крипту восстановленного храма.
Однако уже вскоре после этого Адельфий покинул Пуатье и перебрался в город Резе. Вероятно, он был вынужден это сделать из-за преследований со стороны живших в его епархии ариан, недовольных присоединением города к Франкскому государству.
В результате последовавшего после смерти Хлодвига I в 511 году раздела Франкского государства город Пуатье вместе с Орлеаном, Сансом, Туром и Буржем вошёл в состав владений короля Хлодомера. После же гибели этого монарха в сражении при Везеронсе в 524 году Пуатье отошёл под власть короля Хлотаря I.
Адельфий упоминается как участник двух прошедших в Орлеане синодов: Первого Орлеанского собора 511 года и Второго Орлеанского собора 533 года. Первый из них, созванный королём Хлотарем I по инициативе Ремигия Реймсского, был посвящён укреплению церковной дисциплины. Это был первый синод прелатов Франкского государства, в котором участвовали епископы из недавно завоёванных у вестготов земель. Второй собор также был посвящён вопросам дисциплины франкского духовенства. В созданной на рубеже VI—VII веков рукописи с актами Орлеанского собора 511 года Адельфий упоминается как епископ Резе (лат. «Adelfius episcopus de Ratiate»). Однако в более поздних документах (начиная с IX века) он уже называется исключительно епископом Пуатье (лат. «ex civitate Pectavos Adelfius episcopus»). Под актами Орлеанского собора 533 года стоит подпись не самого Адельфия, а его уполномоченного Асклепия, и здесь занимаемая им епископская кафедра не указана. Возможно, что отказ Адельфия лично участвовать в синоде был вызван его уже очень преклонным возрастом.
О других деяниях Адельфия сведений не сохранилось. Не известна также и дата его смерти: возможно, он скончался вскоре после Второго Орлеанского собора. В средневековых списках епископов Пуатье преемником Адельфия назван Элапий, о котором, кроме имени, ничего не известно. Следующим после Адельфия достоверно установленным епископом Пуатье считается Даниэль, упоминающийся в 541 году.